# Koltay-Kastner Jenő
Koltay-Kastner Jenő, 1935-ig Kastner Jenő (Magyardiószeg, 1892. február 15. – Szeged, 1985. március 3.) irodalomtörténész, filológus, történész, az irodalomtudomány kandidátusa (1952) és doktora (1956), a Magyar Tudományos Akadémia levelező tagja (1943). A 20. századi magyar italianisztika jeles képviselője, az olasz–magyar irodalom- és művelődéstörténeti kapcsolatok kiváló tudósa volt. Szintén jelentősek a két nép 19. századi diplomáciatörténetére, a Kossuth-emigrációra vonatkozó kutatásai. A nevéhez fűződik az első magyar–olasz, olasz–magyar nagyszótár összeállítása (1930–1934).
Koltay Miklós (1925–1970) gyermekgyógyász, a szegedi egyetemi gyermekklinika orvosának apja.

## Életútja
Kastner Eduárd és Laib Mária fiaként született. Középiskoláit Zsolnán és Kecskeméten végezte, majd 1909-ben beiratkozott a Budapesti Tudományegyetem magyar–francia szakára. Bölcsészdoktori oklevelét az Eötvös Kollégium tagjaként 1913-ban szerezte meg. 1913–1914-ben ösztöndíjjal a párizsi Sorbonne-on folytatott tanulmányokat, majd katonaként részt vett az első világháború harcaiban. Három évig olasz hadifogságban volt.
1919-ben magyar–olasz–francia szakos tanári oklevelet szerzett Budapesten, s 1923-ig az V. Kerületi Állami Bolyai János Reáliskola tanára volt. 1923-tól rövid ideig az olasz irodalom magántanáraként oktatott a budapesti Pázmány Péter Tudományegyetemen. 1924-ben a pécsi Erzsébet Tudományegyetemre nevezték ki az olasz nyelv és irodalom nyilvános rendkívüli tanárává, ezzel egyidőben, 1924–1925-ben olaszországi tanulmányúton járt. 1928 és 1935 között már mint a pécsi egyetem nyilvános rendes tanára folytatta oktatótevékenységét. 1927-től a Korvin Mátyás Társaság helyi szervezetének elnöke. 1935-től 1940-ig a római La Sapienza Egyetem meghívott vendégtanára volt, egyidejűleg a Római Magyar Akadémia igazgatói tisztét is betöltötte.
1940-ben hazatért, és a szegedi Horthy Miklós Tudományegyetemen kapott katedrát mint az olasz nyelv és irodalom nyilvános rendes tanára. 1942–1943-ban a bölcsészettudományi kar dékánjaként, 1943–1944-ben, illetve 1950–1952-ben prodékánjaként tevékenykedett, 1944-ben pedig a tanintézet rektora is volt. 1951-től 1968. évi nyugdíjazásáig a román nyelvek és irodalmak tanszékvezető tanára volt az ekkor már József Attila nevét viselő szegedi egyetemen. A nyugati nyelvek oktatásának szüneteltetése idején (1950-es évek első fele) magyar- és világirodalmat tanított magyar szakos hallgatóknak.
A szegedi Belvárosi temetőben nyugszik családi sírboltban.

## Munkássága

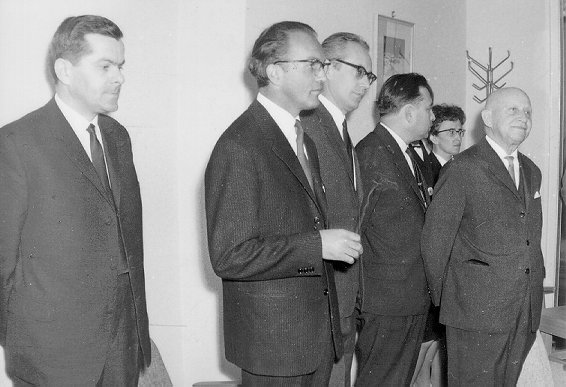
Koltay-Kastner Jenő (a kép jobb szélén) egyetemi vezetők társaságában a Móra Kollégium avatásán, 1966-ban

Filológiai, irodalom- és művelődéstörténeti kutatásai középpontjában az itáliai humanizmus és reneszánsz, illetve az olasz és magyar irodalmi, kulturális kapcsolódási pontok, kölcsönhatások álltak. Filológiai kutatásai során vizsgálta a 13–16. századi Itália több jeles alakjának – Dante Alighieri, Cola di Rienzo, Pietro Aretino, Torquato Tasso, Giordano Bruno és mások – életművét, illetve hatását a korabeli magyar műveltségre. Szélesebb körű kitekintéssel tanulmányozta az itáliai hagyományú magyarországi humanizmus eszmeáramlatait és művészetének jellemzőit. A késő középkori, újkori magyar íráskultúra és műveltség egyéb kérdései is foglalkoztatták: jelentősek a magyarországi kódexirodalomra, a költő Zrínyi Miklós és Faludi Ferenc munkásságára, valamint a kálvinizmusból kiinduló teológiai irányzatra, a 17–18. században Magyarországon is elterjedt coccejanizmusra vonatkozó tanulmányai. Tudományos érdeklődéssel fordult az újkori és kortárs olasz irodalom áramlatai (pl. Giacomo Leopardi, Ugo Foscolo munkássága), az olasz esztétika története, illetve a francia irodalomtörténet egyes kérdései felé is.
Italianisztikai munkásságának egyik – a magyar szótárírás múltjában is jelentős – eredménye az 1930–1934-ben megjelent, általa összeállított első olasz–magyar, illetve magyar–olasz nagyszótár. Ez 1992-ig – bővítve és némileg átdolgozva – további négy kiadást ért meg, de a legújabb, 2002-ben megjelent, Juhász Zsuzsanna által átdolgozott olasz nagyszótár is Koltay-Kastner gyűjtésén alapul.
Az eseménytörténet iránti tudományos érdeklődését a Risorgimento, azaz a 19. század Itáliájának az egységes Olaszország felé mutató politikai törekvései és forradalmai, illetve ezek magyar vonatkozásai határozták meg. Behatóan foglalkozott a korszak olasz–magyar diplomáciai kapcsolatainak történelmével, a Garibaldi-féle felkelésben részt vevő magyarok (pl. Türr István, Tüköry Lajos) szerepével, de életművének eme vonulatán belül a legjelentősebbek a torinói Kossuth-emigrációra vonatkozó kutatásai. Ő rendezte sajtó alá az olasz államférfi, Giuseppe Mazzini és Kossuth levelezését, illetve adta ki a „turini remete” 1861–1867 közötti titkára, Tanárky Gyula naplóját.
Több magyar és olasz nyelvű kötet szerzője, olasz nyelvű közleményei Eugenio Koltay-Kastner név alatt jelentek meg. Rövidebb tanulmányait rendszerint az Irodalomtörténeti Közlemények, az Egyetemes Philologiai Közlöny, majd az 1950-es évek közepétől a Filológiai Közlöny című szaklapokban adta közre. 1935–1937 között a pécsi Pannonia című folyóirat, 1936–1939 között a Rómában megjelenő Annuario dell’Accademia d’Ungheria di Roma című évkönyv, a Biblioteca dell’Accademia d’Ungheria és a Studi e Documenti Italo-Ungheresi della R. Accademia d’Ungheria di Roma című kiadványsorozat szerkesztője volt. Hazatérését követően, 1941–1942-ben bekapcsolódott a Délvidéki Szemle szerkesztőbizottsági munkájába, később, 1959-ben pedig Szegeden az Irodalom című lap, 1959-től és az Acta Romanica et Germanica társszerkesztője volt.
Pedagógusi hatása szintén jelentős. Az idős professzornak nyugdíjaskorában is fenntartottak egy kis dolgozószobát az egyetemen, szellemileg friss maradt, követte a szakmai történéseket. Sok jeles tanítványa közé tartozott Kaposi Márton (1936) filozófus, esztéta, Kelemen János (1943) nyelvfilozófus, Szabó Tibor (1945), a 20. századi magyar és olasz filozófiatörténet kutatója.

## Társasági tagságai és elismerései

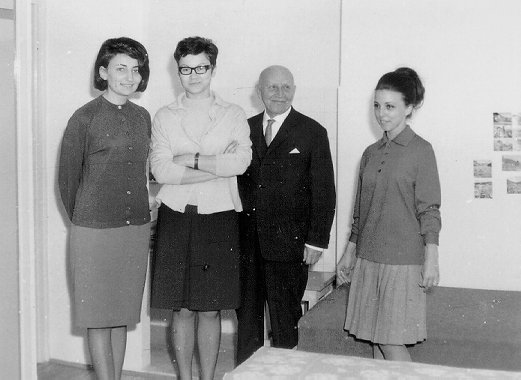
Koltay-Kastner Jenő tanítványai körében a Móra Kollégium avatásának napján, 1966. április 30-án

Tudományos eredményei elismeréseként 1943-ban a Magyar Tudományos Akadémia levelező tagjává választották, de az Akadémia 1949. évi átszervezésekor tanácskozó taggá minősítették. Levelező tagságát 1989-ben – posztumusz – állították vissza. 1934-től a Szent István Akadémia rendes, 1965-től a római székhelyű, Istituto per la storia del Risorgimento tiszteletbeli tagja volt. 1982-ben a Magyar Népköztársaság Zászlórendjével tüntették ki.

## Főbb művei
- A Karthausi helye a szentimentális regényirodalomban: Eötvös és Sainte-Beuve. Budapest, Németh, 1913, 36 p.
- Mazzini e Kossuth: Lettere e documenti inediti. Firenze, Le Monnier, 1929, 244 p.
- Etienne Türr en 1860: D’après des memoires italiens. Budapest, Athenaeum, 1929, 46 p.
- Együgyű lelkek tüköre: Egy középkori legenda életrajza. in: Minerva VIII. 1929. 245–253.
- Olasz–magyar iskolai szótár. Pécs, Danubia, 1930, 426 p.
- Magyar–olasz szótár. Pécs, Danubia, 1934, 428 p.
- Dizionario italiano-ungherese, ungherese-italiano. Pécs, Danubia, 1934, 422 p.
- A Jókai-kódex és az obszerváns kódexirodalom. in: Egyetemes Philologiai Közlöny 1932. 203–211., 1933. 58–66.
- Garibaldi e la questione ungherese. Budapest, Franklin, 1933, 15 p.
- Il contributo ungherese nella guerra del 1859: Storia e documenti. Firenze, Le Monnier, 1934, 354 p.
- Pázmány Péter gráci évei. in: Katholikus Szemle XLIX. 1935. 1. sz. 9–17., 2. sz. 95–99.
- La fortuna di Leopardi in Ungheria. Roma, 1938.
- L’umanesimo italiano in Ungheria. Firenze, 1939.
- Olasz–magyar művelődési kapcsolatok. Budapest, Magyar Szemle Társaság, 1941, 80 p. = Kincsestár, 132.
- Cola di Rienzo élete: XIV. századi krónikákból. Budapest, Istituto Italiano di Cultura, 1942, 48 p.
- Cola di Rienzo és a magyar renaissance kezdetei. Budapest, Egyetemi ny., 1942, 20 p.
- Az új olasz irodalom főirányai. Budapest, Stephaneum ny., 1942, 20 p.
- Leopardi: Összehasonlító irodalomtörténeti tanulmány. Szeged, Universitas Szegediensis, 1948, 146 p.
- Cola di Rienzo. Szeged, 1949, 106 p.
- Iratok a Kossuth-emigráció történetéhez, 1859. Szeged, 1949, 280 p.
- Amici, nemici e studiosi di Giordano Bruno in Ungheria. Torino, Comunita, 1951, 19 p.
- Pietro Aretino válogatott írásai. Szerk. Koltay-Kastner Jenő. Budapest, Gondolat, 1959, 267 p.
- A Kossuth-emigráció Olaszországban. Budapest, Akadémiai, 1960, 315 p.
- A Kossuth-emigráció szolgálatában: Tanárky Gyula naplója (1849–1866). Szerk. Koltay-Kastner Jenő. Budapest, Szépirodalmi, 1961, 489 p. = Magyar Századok.
- Magyar–olasz szótár. Budapest, Akadémiai, 1963, 1520 p.
- Az olasz irodalom Foscolotól Carducciig. Budapest, Tankönyvkiadó, 1968, 139 p.
- Az olasz reneszánsz irodalomelmélete. Szerk. Koltay-Kastner Jenő. Budapest, Akadémiai, 1970, 484 p.

## Díjai, elismerései
- Magyar Népköztársaság Zászlórendje (1982)[3]

## További irodalom
- Szegedi Egyetemi Almanach: 1921-1970. Szeged, 1971, kiad. Márta Ferenc. Koltay-Kastner lásd 83. p.
- Neményi Kázmér: Koltay-Kastner Jenő 1892–1985. in: Irodalomtörténet XVII. 1985. 3. sz. 767–768.
- Koltay-Kastner Jenő szellemi hagyatékából. Szerk. Vígh Éva. Szeged, JATEPress, 1994, 102 p.
- Ideali del Rinascimento; szerk. Vígh Éva; JATE, Szeged, 1986 (Acta Universitatis Szegediensis de Attila József Nominatae)
- Koltay-Kastner Jenő szellemi hagyatékából; szerk. Vígh Éva; JATEPress, Szeged, 1995
- Szegedi Egyetemi Almanach: 1921-1995. I. köt. Szeged, 1996, kiad. Mészáros Rezső. Koltay-Kastner lásd 150. p.
- Kaposi Márton: Filozófusok és filológusok. Válogatott tanulmányok; Veszprémi Humán Tudományokért Alapítvány, Veszprém, 1999 (Carmen saeculare)
- Koltay-Kastner Jenő. Pécsi Egyetemi Almanach 1367–1999 (Hozzáférés: 2022. január 29.)